# Sulla collina

Sulla collina (Sur la colline) est une pièce de théâtre de Beniamino Joppolo, écrite en 1941-42.

## Personnages
(entre parenthèses et avec une * : non utilisés dans la version finale)
- La dame (*la dame moribonde)
- L'ingénieur des travaux
- Le contremaître
- Premier ouvrier
- Second ouvrier
- Troisième ouvrier
- Le gardien du cimetière
- L'épouse du gardien du cimetière
- Rosa, fille du gardien du cimetière, âgée de seize ans
- Premier ouvrier du cimetière (*premier croque-mort)
- Second ouvrier du cimetière (*second croque-mort)
- Hommes et femmes (*au service) de la dame

## Résumé
Tre atti (Trois actes)
Atto primo [acte premier]
Dans un cimetière, à l'intérieur d'une petite chapelle très raffinée, l'ingénieur et le contremaître discutent des derniers détails à apporter au travail de construction. Ils ont été chargés de préparer une chapelle mortuaire par une personne souhaitant mourir à un jour et une heure prédéterminée. La dame fait son entrée, suivie d'homme et de femmes élégamment vêtus et chargés de paniers. Allègrement, la dame expose ses motivations. Les paniers sont découverts : biscuits, liqueurs et fleurs sont disposés autour du catafalque. La dame prend s'étend, tout sourire, puis s'éteint, alors que sereinement, la fête commence. Puis, la chapelle se vide.
Atto secondo [acte second]
L'ingénieur, le contremaître, les ouvriers, le gardien, son épouse et sa fille se retrouvent dans le cimetière, sur un banc entouré de cyprès. Ils discutent de la vie, de la mort, de l'au-delà et l'aspect transitoire de la vie, comme de la mort. Un vote a lieu, autour de la nature de la transitivité. Chacun donne sa vision des choses : le contremaître, esclave au quotidien, n'a confiance qu'en la mort. Les ouvriers prêchent également pour cette nouvelle transition qui pourrait les rédimer les maux présents. Les parents ne sauraient choisir entre l'une ou l'autre transition. Rosa, quant à elle, s'est endormie. Ils décident conjointement de se diriger vers la nouvelle transition, au sommet de la colline.
Atto terzo [acte troisième]
Au sommet nu de la colline, un banc parfaitement rond et blanc accueille le groupe en extase. Rosa encore assoupie, prétend s'être entretenu avec la dame au cours de son rêve. Celle-ci assure vouloir assister à leur passage transitoire. Ils reprennent leur discussion : est-ce l'éternité qui les attend, ou la lumière perpétuelle, ou encore la nuit infinie. La dame apparaît, toujours accompagnée des hommes et des femmes. Tous l'accueillent poliment en s'inclinant devant elle, auquel la dame et ses accompagnateurs répondent par un geste similaire. S'ensuit un pique-nique pré mortuaire serein offert par la dame de cérémonie. Les aspirants à la mort s'assoient alors sur le cercle blanc, les hommes et les femmes reprennent leur paniers, et leur adressent un dernier salut avant de disparaître en chantant.

## Année de parution
- Sulla collina, « Le Edizioni del Teatro di Posizione », 1942.
- Sulla collina, tre atti, Novara, « Posizione », N.6, gennaio 1943.
- Sulla collina, in Michele Perriera, L'avvenire della memoria, Palermo, S.F. Flaccovio Editore, 1976, p. 184-192.
- Teatro (volume primo), Marina di Patti, Editrice Pungitopo, 1989.

## Mots clés
Mort, vie, danse, cimetière, humour.

## Remarques
Mis en scène en 1997 (1994?) : Il Cammino, Sulla Collina, Domani parleremo di te, mise en scène de Gigi Borruso, production du Teatro Biondo Stabile de Palerme. 
Dans l'édition 1976 du volume dirigé par Michele Perriera, l'auteur et critique ne donne pas un avis très favorable à la pièce qu'il décide pourtant d'inclure dans son ouvrage : « La pièce présente la faiblesse et la pédanterie de la transition : elle est entièrement vouée à la clarification, auprès de l'auteur lui-même, des caractères de sa poétique. Le caractère transitoire – qui du reste est littéralement la thématique de la pièce – se projette également dans la structure scénique, où tout devient fluctuant et indécis entre la recherche d'un vide polyphonique et les résidus naturalistes » (Michele Perriera, L'avvenire della memoria, Palermo, S.F. Flaccovio Editore, 1976, p. 181-183).
La consistance du titre de la pièce est évoquée dans la deuxième partie inédite du roman autobiographique La doppia storia (Milano, Mondadori, 1968) intitulé Cronache di Parigi (p. 1231-1245). À la suite du décès de l'une de ses tantes, Giacomo (prête nom de l'auteur) propose aux membres de sa famille d'aller se balader sur la colline, qui représenterait le lieu où sont ensevelis nos ancêtres, lieu intimement lié à la mémoire, au départ, à l'ailleurs : 
« Allons, tous sur la colline ! 

- Tu recommences ? lui dit son cousin. (…) Tu penses vraiment trop à cette histoire de mort. 

- Mais comment ne pas y penser ! rétorqua Giacomo. »